# Itaporanga, São Paulo
Itaporanga là một đô thị ở bang São Paulo của Brasil.

## Dân số
Dữ liệu điều tra dân số năm 2000
Tổng dân số: 14.354
- Thành thị: 9.931
- Nông thôn: 4.423
- Nam giới: 7.241
- Nữ giới: 7.113

Mật độ dân số (người/km²): 28,26
Tỷ lệ tử vong trẻ dưới 1 tuổi (trên 1 triệu cháu): 29,34
Tuổi thọ bình quân (tuổi): 65,27
Tỷ lệ sinh (trẻ trên mỗi bà mẹ): 2,45
Tỷ lệ biết đọc biết viết: 85,02%
Chỉ số phát triển con người (bình quân): 0,709
- Chỉ số phát triển con người (thu nhập): 0,641
- Chỉ số phát triển con người (tuổi thọ): 0,671
- Chỉ số phát triển con người (giáo dục): 0,816

(Nguồn: IPEADATA)